# Jean-Pierre Ballet
Pour les articles homonymes, voir Ballet (homonymie).
Jean-Pierre Ballet, né le 3 juin 1947 à Avignon, est un pilote amateur de rallye français.

## Biographie
Il commence sa carrière au rallye des Cévennes sur Opel Commodore GSE en 1978.
En WRC, il participe à 12 reprises au rallye Monte-Carlo entre 1979 et 1993 (6 fois dans les 20 premiers), épreuve qu'il termine 3e en 1988 avec Marie-Christine Lallement pour copilote sur une Peugeot 205 GTI (6e en 1987) ; il obtient également une 4e du tour de Corse en 1981 sur Porsche 911 SC.
En ERC, il finit 4e du tour  de France automobile en 1985 (mais également 5e -hors ERC- de cette course en 1981, et 7e en 1980).
Remarqué par Jean-Pierre Nicolas lors de son podium au Monte-Carlo, il est embauché par Guy Fréquelin pour le compte de PSA Peugeot Citroën en fin d'activité sportive, afin d'assurer le développement de la 309 GTI du Groupe A alors naissante, devant succéder à la 205 GTI (il était encore employé par IBM France).

## Palmarès

### Titre
- Vice-champion de France des rallyes: 1981, sur Porsche 911 SC;

### Victoires notables
- Vainqueur du Groupe 3 du tour de France automobile: 1980 et 1981 ;
- Vainqueur du Groupe 3 du tour de Corse: 1981 ;
- Vainqueur du Groupe B du rallye Monte-Carlo (Trophée Citroën Visa): 1987 ;
- Rallye du Forez et rallye de Lorraine en 1985, sur Porsche 911 ;
- Rallye Castine (ex. rallye Terre du Quercy): 1986, sur Peugeot 205 Turbo 16 ;
- Rallye de l'Épine: 1999.